# Marianne Ihlen
Die Norwegerin Marianne Ihlen (* 18. Mai 1935 in Larkollen; † 28. Juli 2016 in Oslo), zeitweise auch Marianne Jensen bzw. Marianne Stang, lebte in den 1950er und 1960er Jahren mit verschiedenen Künstlern zusammen. Sie gilt als Muse des Schriftstellers Axel Jensen und des Sängers Leonard Cohen. Cohen verarbeitete die Beziehung mit ihr in mehreren Gedichten und Liedern, darunter in dem 1967 erschienenen Song So Long, Marianne, der zu seinen bekanntesten Werken gehört.

## Biografie
Ihlen wurde 1935 in Larkollen (heute Kommune Moss am Oslofjord, Fylke Østfold) geboren. Nach dem Zweiten Weltkrieg zog ihre Familie nach Oslo, wo Ihlen ihre Schulzeit absolvierte. Ihr damaliges persönliches Umfeld wird als das einer Mittelschichtsfamilie beschrieben.
Gegen den Willen ihrer Eltern ging sie eine Beziehung mit dem jungen Schriftsteller Axel Jensen (1932–2003) ein, mit dem sie zunächst durch Europa reiste. Ende 1957 zogen sie auf die griechische Insel Hydra, wo sie ein Leben in einfachen Verhältnissen, im Stil von Bohemiens führten. 1958 heirateten sie. Ein Jahr später kam ihr gemeinsamer Sohn zur Welt.
Ende 1959 traf sie den nahezu gleich alten Kanadier Leonard Cohen (1934–2016), der gerade versuchte, sich als Schriftsteller und Romanautor zu etablieren. Axel Jensen hatte zu dieser Zeit eine Affäre mit einer Amerikanerin, nachdem er zuvor schon andere Affären gehabt hatte. Ihlen kehrte mit ihrem Baby aus Norwegen nach Hydra zurück. Daraufhin ging Ihlen nach einiger Zeit eine Beziehung mit Cohen ein und trennte sich von Jensen. Nach einem einjährigen Aufenthalt in Montreal kehrte Ihlen mit ihrem Sohn und Cohen für drei Jahre nach Hydra zurück. Hier inspirierte sie Cohen zu mehreren Liedern. Als dieser Ende der 1960er-Jahre seine Karriere als Sänger begann und international bekannt wurde, wurde die Beziehung lockerer und endete schließlich 1972, nach der Geburt von Cohens Sohn Adam, der aus der Partnerschaft mit Suzanne Elrod hervorgegangen war.
1973 kehrte Ihlen nach Norwegen zurück, 1979 heiratete sie erneut und nahm den Namen Stang an. Sie arbeitete zeitweise in der Personalabteilung eines Unternehmens und betätigte sich gelegentlich als Malerin. Ihlen starb am 28. Juli 2016 in Oslo an den Folgen einer Leukämieerkrankung.

## Marianne Ihlen und Leonard Cohen
Leonard Cohen bezeichnete Marianne Ihlen als „die schönste Frau, die ich jemals gesehen habe“.
In die Zeit des Zusammenlebens mit ihr fällt Cohens Weiterentwicklung vom reinen Roman- und Lyrikautor zum Sänger und Liedermacher. Während der gemeinsamen Zeit auf Hydra inspirierte sie ihn zu mehreren später sehr bekannten Liedern. Auf Ihlen geht unter anderem das im April 1969 veröffentlichte Bird on the Wire zurück. Als sie einen Vogel beobachtete, der auf einem neu gespannten Stromkabel saß, forderte sie Cohen auf, über dieses Thema einen Text zu schreiben. Cohen hat Marianne Ihlen darüber hinaus in seinem Lied So Long, Marianne angesprochen. Zunächst hieß die Titelzeile Come on, Marianne und war als Aufforderung gemeint, Veränderungen in ihrem Leben zuzulassen. Noch vor der Trennung von Ihlen ersetzte Cohen das auffordernde „come on“ durch den Abschiedsgruß „so long“.
Auch das Lied Hey, That’s No Way to Say Goodbye schrieb Cohen für Marianne Ihlen. Es erschien erstmals 1967 auf dem Album Songs of Leonard Cohen.
Die Rückseite des Covers von Cohens zweitem Album Songs from a Room zeigt ein Foto von Ihlen am Schreibtisch auf Hydra.
Cohen widmete Ihlen seinen Gedichtband Flowers for Hitler (1964). Er enthält mit For Marianne und Waiting For Marianne zwei Gedichte, die sich ausdrücklich mit ihr befassen. Der 1973 erschienene Gedichtband The Energy of Slaves nimmt in Welcome Home noch einmal Bezug auf Marianne Ihlen.
Als Cohen im Frühsommer 2016 erfuhr, dass Ihlen an Leukämie sterben würde, verabschiedete er sich mit einem emotionalen Brief von ihr, der nach Ihlens Tod der Öffentlichkeit bekannt wurde. Darin äußerte Cohen, der zu dieser Zeit bereits selbst an Leukämie erkrankt war, seine Erwartung, dass er ihr bald folgen werde. Er starb drei Monate nach ihr, am 7. November 2016.
Im Juni 2019 wurden etwa 50 Briefe, die Ihlen und Cohen in den 1960er-Jahren gewechselt hatten, für mehr als 876.000 US-Dollar versteigert.

## Radiofeature
- Kari Hesthamar: So Long, Marianne. Leonard Cohens norwegische Jugendliebe. Produktion: Norsk Rikskringkasting 2005/Westdeutscher Rundfunk 2007.[5][13]

## Dokumentarfilm
- 2019: Marianne & Leonard: Words of Love, USA, Regie: Nick Broomfield[14][11]

## Fernsehserie
- 2024: So Long, Marianne, Deutschland, Kanada, Norwegen, Regie: Øystein Karlsen[15]